# Джим Кроче
Джим Джеймс Джозеф Кроче (англ. James Joseph "Jim" Croce, 10 січня 1943 — 20 вересня 1973) — американський співак, а також автор текстів пісень.

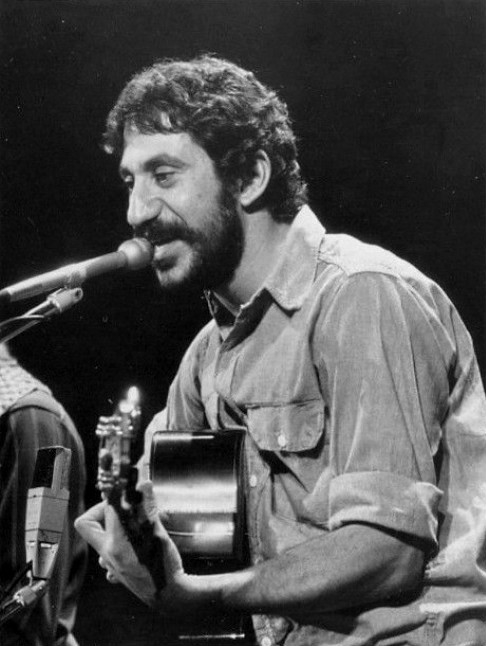

Народився 10 січня 1943 року в Південній Філадельфії в італійській родині Джеймса Альберта і Флори Мері Бабуччі Кроче.
Загинув 20 вересня 1973 в авіакатастрофі, що сталася при зльоті літака в аеропорту Натчиточес Це відбулося на наступний день після релізу синглу «I Got a Name».
Розслідування показало, що літак розбився після зіткнення з деревом в кінці злітно-посадкової смуги.

## Дискографія
Студійні альбоми
- Facets (1966)
- Jim & Ingrid Croce (1969)
- You Don't Mess Around with Jim (1972)
- Life and Times (1973)
- I Got a Name (1973)